# Naito Ehara
Naito Ehara (Japans: 江原 騎士, Ehara Naito) (Kofu, 30 juli 1993) is een Japanse zwemmer. Hij vertegenwoordigde zijn vaderland op de Olympische Zomerspelen 2016 in Rio de Janeiro.

## Carrière
Bij zijn internationale debuut, op de wereldkampioenschappen zwemmen 2015 in Kazan, strandde Ehara samen met Yuki Kobori, Tsubasa Amai en Daiya Seto in de series van de 4x200 meter vrije slag. Op de gemengde 4x100 meter vrije slag werd hij samen met Yuki Kobori, Rikako Ikee en Misaki Yamaguchi uitgeschakeld in de series.
Tijdens de Olympische Zomerspelen van 2016 in Rio de Janeiro strandde de Japanner in de series van de 400 meter vrije slag. Samen met Kosuke Hagino, Yuki Kobori en Takeshi Matsuda veroverde hij de bronzen medaille op de 4x200 meter vrije slag.

## Internationale toernooien
| Jaar | Olympische Spelen                       | WK langebaan                                        | WK kortebaan  | PanPacs | Aziatische Spelen |
| ---- | --------------------------------------- | --------------------------------------------------- | ------------- | ------- | ----------------- |
| 2015 |                                         | 10e 4x200m vrije slag 10e 4x100m vrije slag gemengd |               |         |                   |
| 2016 | 31e 400m vrije slag · 4x200m vrije slag |                                                     | 6-11 december |         |                   |

## Persoonlijke records
Bijgewerkt tot en met 6 april 2016
Kortebaan
| Afstand         | Tijd    | Datum           | Plaats |
| --------------- | ------- | --------------- | ------ |
| 200m vrije slag | 1.45,84 | 29 oktober 2014 | Tokio  |
| 400m vrije slag | 3.42,97 | 28 oktober 2014 | Tokio  |

Langebaan
| Afstand         | Tijd    | Datum        | Plaats |
| --------------- | ------- | ------------ | ------ |
| 200m vrije slag | 1.46,89 | 6 april 2016 | Tokio  |
| 400m vrije slag | 3.47,43 | 4 april 2016 | Tokio  |